# Primera División 1955 (Uruguay)
Het seizoen 1955 van de Primera División was het 51e seizoen van de hoogste Uruguayaanse voetbalcompetitie. Het seizoen liep van juli tot november 1955.

## Teams
Er namen tien ploegen deel aan de Primera División tijdens het seizoen 1955. Negen ploegen wisten zich vorig seizoen te handhaven en één ploeg promoveerde vanuit de Primera B: IA Sud América kwam in de plaats van het gedegradeerde CS Miramar.
| Club                      | Stad       | Stadion                              | Vorig seizoen |
| ------------------------- | ---------- | ------------------------------------ | ------------- |
| CA Cerro                  | Montevideo | Parque Demetrio Arana                | 5e            |
| Danubio FC                | Montevideo | Parque Forno                         | 2e            |
| CA Defensor               | Montevideo | Parque Rodó                          | 7e            |
| Liverpool FC              | Montevideo | Estadio Belvedere                    | 6e            |
| Montevideo Wanderers FC   | Montevideo | Estadio Parque Alfredo Víctor Viera  | 9e            |
| Club Nacional de Football | Montevideo | Estadio Centenario                   | 3e            |
| CA Peñarol                | Montevideo | Estadio Centenario                   | 1e            |
| Rampla Juniors FC         | Montevideo | Parque Nelson                        | 4e            |
| CA River Plate            | Montevideo | Estadio Parque Federico Omar Saroldi | 8e            |
| IA Sud América            | Montevideo | Estadio Parque Carlos Ángel Fossa    | 1e (1ª B)     |

## Competitie-opzet
Alle clubs speelden tweemaal tegen elkaar. De ploeg met de meeste punten werd kampioen. De ploeg die laatste werd degradeerde naar de Primera B.

### Kwalificatie voor internationale toernooien
Er waren geen internationale toernooien waar Uruguayaanse ploegen zich dit seizoen voor plaatsten.

### Torneo Competencia en Torneo de Honor
Voorafgaand aan het seizoen werd het Torneo Competencia gespeeld tussen de ploegen in de Primera División. Dit toernooi werd gewonnen door Rampla Juniors FC. Ook werd er gestreden om het Torneo de Honor. Deze prijs werd uitgereikt aan de ploeg die het beste presteerde in het Torneo Competencia en in de eerste seizoenshelft van de Primera División.

### Eerste seizoenshelft
De beste competitiestart was voor titelhouder CA Peñarol en hun rivaal Club Nacional de Football. Beide ploegen behaalden tijdens de eerste vijf speelrondes de maximale score. In de zesde ronde verloor Peñarol echter van Liverpool FC (hun eerste competitienederlaag in 25 speelrondes) en leed Nacional tegen CA River Plate eveneens een nederlaag.
In de zevende speelronde leed Peñarol wederom puntverlies (gelijkspel tegen CA Cerro) en omdat Nacional ditmaal wel won bleven zij als enige ploeg over aan de leiding. Een week later speelden Peñarol en Nacional tegen elkaar. Deze wedstrijd eindigde in een 3–3 gelijkspel. Hierdoor bleef Nacional aan kop en verzekerden ze zich tevens van de winst in de strijd om het Torneo de Honor. Nacional sloot de heenronde af met een ruime zege op CA Defensor. In het klassement hadden ze halverwege twee punten meer dan Peñarol en vijf meer dan Rampla Juniors. Met vijf punten stond Montevideo Wanderers FC onderaan het klassement.

### Tweede seizoenshelft
Peñarol speelde in de tiende en twaalfde speelronde gelijk. Omdat Nacional wel bleef winnen groeide hun voorsprong tot vier punten. Rampla Juniors verloor enkele wedstrijden op rij en zakte daarmee naar de zevende plaats. Eind oktober leed Nacional tegen Montevideo Wanderers hun eerste puntverlies van de terugronde. Wanderers had in de voorgaande weken al vaker resultaten geboekt en was inmiddels opgeklommen tot de achtste plek; CA River Plate stond nu laatste met een punt achterstand op promovendus IA Sud América.
Nacional als Peñarol waren inmiddels de enige ploegen die nog kampioen konden worden. In de vijftiende en zestiende speelronde behaalden ze allebei de maximale score. Op 20 november stonden ze tegenover elkaar in de een-na-laatste wedstrijd van het seizoen. Nacional had genoeg aan een gelijkspel om de titel te veroveren en daar slaagden ze in: nadat Juan Hohberg na een halfuur spelen Peñarol op voorsprong had gebracht, scoorde Javier Ambrois vier minuten daarna de gelijkmaker. Het bleef uiteindelijk 1–1 en daarmee won Nacional hun 23e landstitel.
Ook de degradatiestrijd werd tijdens de een-na-laatste speelronde beslist: hekkensluiter River Plate verloor van Sud América en daardoor konden de Darseneros de laatste plaats niet meer ontlopen. Hiermee kwam voor River Plate een eind aan een twaalfjarig verblijf op het hoogste niveau.
Achter Nacional en Peñarol bleef de strijd om de derde plaats wel onbeslist tot de laatste speeldag, want Cerro, Danubio en Defensor stonden na zeventien wedstrijden op een gedeelde derde plek. In die laatste speelronde gaf Nacional hun kampioenschap extra glans door Defensor met 7–2 te verslaan. Omdat Cerro en Danubio allebei gelijkspeelden eindigden zij op de derde en vierde plek. Daarmee verzekerden ze zich van deelname aan het Torneo Cuadrangular 1955.

### Eindstand
|     | Club                      | Sp. | W  | G | V  | Pnt. | DV | DT | DS  |
| --- | ------------------------- | --- | -- | - | -- | ---- | -- | -- | --- |
| 01. | Club Nacional de Football | 18  | 14 | 3 | 1  | 31   | 53 | 21 | +32 |
| 2.  | CA Peñarol                | 18  | 10 | 7 | 1  | 27   | 36 | 17 | +19 |
| 3.  | CA Cerro                  | 18  | 6  | 6 | 6  | 18   | 30 | 19 | +11 |
| 4.  | Danubio FC                | 18  | 6  | 6 | 6  | 18   | 37 | 32 | +5  |
| 5.  | CA Defensor               | 18  | 6  | 5 | 7  | 17   | 29 | 38 | –9  |
| 6.  | Rampla Juniors FC         | 18  | 5  | 6 | 7  | 16   | 28 | 31 | –3  |
| 7.  | Montevideo Wanderers FC   | 18  | 5  | 6 | 7  | 16   | 21 | 24 | –3  |
| 8.  | IA Sud América            | 18  | 6  | 3 | 9  | 15   | 23 | 41 | –18 |
| 9.  | Liverpool FC              | 18  | 6  | 1 | 11 | 13   | 22 | 31 | –9  |
| 10. | CA River Plate            | 18  | 2  | 5 | 11 | 9    | 15 | 40 | –25 |

### Legenda
| Kleur | Kwalificatie voor              |
| ----- | ------------------------------ |
|       | Degradatie naar Primera B 1956 |

| Winnaar Primera División 1955       |
| ----------------------------------- |
| Club Nacional de Football 23e titel |

#### Topscorers
Met zeventien doelpunten werd Javier Ambrois van landskampioen Club Nacional de Football topscorer van de competitie. Het was voor het eerst sinds 1950 dat de topscorer weer uit Uruguay zelf kwam.
| №  | Speler         | Club                      | Goals |
| -- | -------------- | ------------------------- | ----- |
| 1. | Javier Ambrois | Club Nacional de Football | 17    |

1900 · 1901 · 1902 · 1903 · 1904 · 1905 · 1906 · 1907 · 1908 · 1909 · 1910 · 1911 · 1912 · 1913 · 1914 · 1915 · 1916 · 1917 · 1918 · 1919 · 1920 · 1921 · 1922 · 1923 · 1924 · 1925 · 1926 · 1927 · 1928 · 1929 · 1930 · 1931 · 1932 · 1933 · 1934 · 1935 · 1936 · 1937 · 1938 · 1939 · 1940 · 1941 · 1942 · 1943 · 1944 · 1945 · 1946 · 1947 · 1948 · 1949 · 1950 · 1951 · 1952 · 1953 · 1954 · 1955 · 1956 · 1957 · 1958 · 1959 · 1960 · 1961 · 1962 · 1963 · 1964 · 1965 · 1966 · 1967 · 1968 · 1969 · 1970 · 1971 · 1972 · 1973 · 1974 · 1975 · 1976 · 1977 · 1978 · 1979 · 1980 · 1981 · 1982 · 1983 · 1984 · 1985 · 1986 · 1987 · 1988 · 1989 · 1990 · 1991 · 1992 · 1993 · 1994 · 1995 · 1996 · 1997 · 1998 · 1999 · 2000 · 2001 · 2002 · 2003 ·  2004 · 2005 · 2005/06 · 2006/07 · 2007/08 · 2008/09 · 2009/10 · 2010/11 ·  2011/12 · 2012/13 · 2013/14 · 2014/15 · 2015/16 · 2016 · 2017 · 2018 · 2019 · 2020 · 2021 · 2022 · 2023